# Дейв Еванс (підприємець)
Дейв Еванс  (англ. Dave Evans)  – американський підприємець з Кремнієвої долини, який керував розробкою першої мишки-курсора Apple, співзасновник Electronic Arts. Професор-консультант Стенфордського університету. Співавтор книги «Designing Your Life: How to Build a Well-Lived, Joyful Life» (укр. «Дизайн-мислення. Спроектуй своє життя») з Біллом Барнетом, опублікованої видавництвом «Knopf» в 2016 році. Українською мовою видання переведено та опубліковано видавництвом «Наш Формат» у 2019 році.

## Життя та творчість
Свою кар’єру в Кремнієвій долині Еванс починав на посаді інноваційного керівника у сфері високих технологій. Пізніше став співавтором розробки першої миші Apple Computer (початок 1980-х).
1982 року разом з колегою Тріпом Гоукінсом (Trip Hawkins) заснував «Electronic Arts». 
Наприкінці 1980-х він працював над першим продуктом голосової пошти з VMX в Сан-Хосе, що врешті-решт був придбаний компанією «Octel/Avaya».
На початку 1990-х років, Дейв працював незалежним консультантом, допомагаючи венчурним компаніям проводити ефективний менеджмент росту, удосконалювати та реалізовувати стратегії продажів і маркетингу. 
За словами самого Еванса, одним з мотивів створення консалтингового бізнесу було його бажання більше часу проводити зі своїми маленькими дітьми. Маючи достатньо часу та вільно ним управляючи, Дейв також займається спортом та викладає в недільній школі.
Нинішня його кар’єра (від початку 2000 років) - викладач. Спочатку Еванс працював у Каліфорнійському університеті в Берклі (по 2008 рік), пізніше приєднався до педагогічного складу Стенфордського університету, де продовжує викладати популярний курс «Designing Your Life».
Дейв Еванс має диплом з духовності, який отримав у Сан-Франциско. Разом з дружиною та п'ятьма дорослими дітьми (троє з них - випускники Стенфорду) мешкає в Санта-Круз, Каліфорнія. 
Еванс є першим підприємцем-резидентом у Центрі віри і роботи в пресвітеріанській церкві Спасителя Тіма Келлера. Провів ряд крос-культурних місій в Мексиці, Західній Європі та Румунії.

## Переклад українською
- Білл Барнет. Дизайн-мислення. Спроектуй своє життя / Білл Барнет, Дейв Еванс / пер. Валерія Глінка. — К.: Наш Формат, 2018. — 224 с. — ISBN 978-617-7552-20-7.